# O Monstro Peludo
O Monstro Peludo é um conto de fada de Henriette Bichonnier, publicado em 1982, na França. É uma versão humorística da fábula francesa A Bela e a Fera (A Bela e o Monstro em Portugal), de Jeanne-Marie Leprince de Beaumont.

## Sinopse
O monstro é um ser coberto de pelos, cansado de comer ratos e que sonha em experimentar humanos. Certo dia, a criatura captura o rei que passava em frente a sua caverna. Para não ser devorado, o monarca acaba trocando a liberdade pela de Lucila, sua filha. Mas essa princesa  não se parece nadinha com as racatadas princesas dos contos de fada. É respondana, audaciosa e sabe rimar como ninguém.
Diante de tanto pelo, a audaciosa garota brinca com as palavras, sobretudo com a sonoridade delas, valendo-se de rimas e frases sem sentido, transformando o sentido das situações: o que seria perigoso e assustador passa a ser engraçado e divertido. Cada vez mais irritado com a petulância da garota, o monstro incha até explodir, revelando-se um príncipe que havia sido enfeitiçado. O monstro peludo é uma mistura irreverente e terna desses personagens numa narrativa ágil que faz pensar e rir ao mesmo tempo.